# Jean-Baptiste Regnault

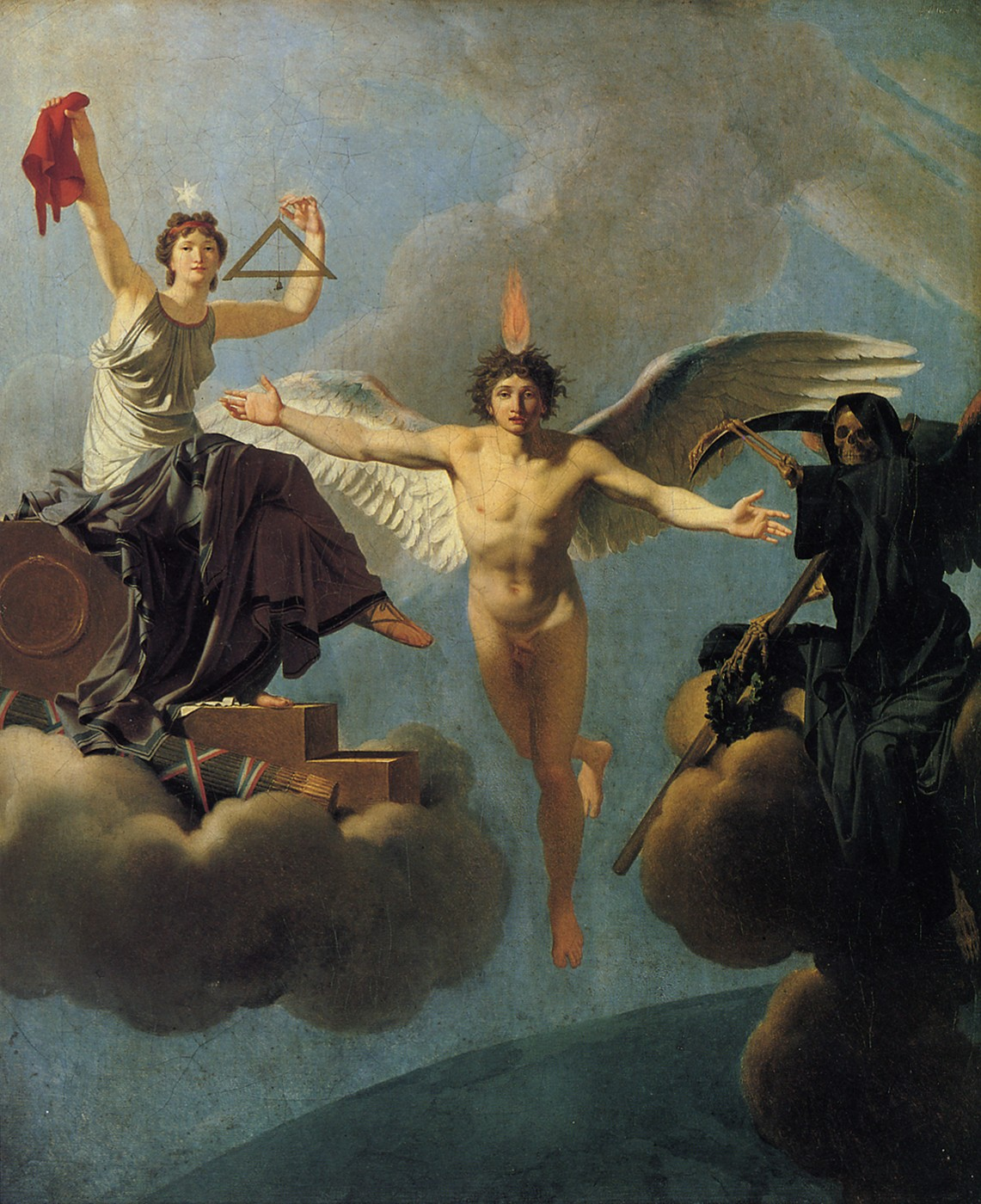
Wolność albo Śmierć, (1795)

Jean-Baptiste Regnault (ur. 9 października 1754 w Paryżu, zm. 12 listopada 1829 tamże) – francuski malarz neoklasycystyczny.

## Życiorys
Odkrywcą jego talentu był Jean Bardin francuski malarz historyczny, który w 1768 zabrał go do Rzymu. Po powrocie do Francji kontynuował naukę w Paryżu, jego nauczycielami byli wówczas Nicolas-Bernard Lépicié i Joseph-Marie Vien. W 1776 zdobył nagrodę i stypendium Grand Prix de Rome za obraz Aleksander i Diogenes. Kolejny raz wyjechał do Włoch, przebywał w rzymskiej Villa Médicis w towarzystwie Jacques-Louis Davida i Pierre Peyrona.
Regnault był członkiem Académie des Beaux-Arts i cenionym pedagogiem, wśród jego licznych uczniów byli m.in. Merry-Joseph Blondel, Félix Boisselier, Théodore Caruelle d'Aligny, Rosalie Caron, Alexandre i Auguste Couder, Godefroy Engelmann, Pierre-Narcisse Guérin, Thomas Henry, Louis Hersent, Charles Paul Landon, Hippolyte Lecomte, Robert Lefèvre, Henriette Lorimier, Édouard Pingret, Jacques Réattu i Jean-Hilaire Belloc. W 1795 został członkiem Institut de France.
Oprócz wielu małych obrazów o tematyce alegorycznej, Regnault malował także wielkie kompozycje historyczne i mitologiczne. Jego najbardziej znaną pracą jest alegoria inspirowana antykiem i rewolucją francuską La Liberté ou la Mort, w literaturze angielskojęzycznej znana jako The Genius of France between Liberty and Death. Najważniejsze z licznych dzieł Regnaulta znajdują się w Luwrze, w Paryżu i w Wersalu.

## Wybrane prace

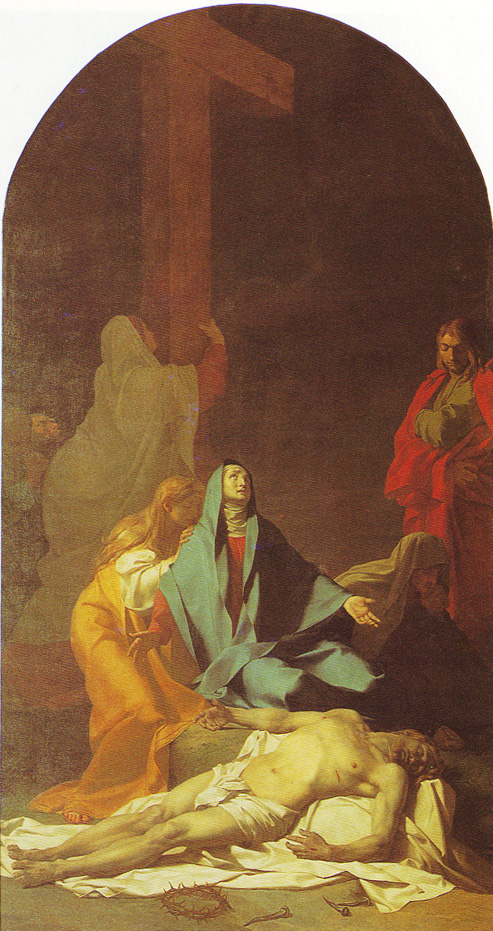
Descente de Croix, 1789

- Alexandre et Diogène, lub Diogéne Visité par Alexandre (1776)
- L'Éducation d'Achille, (1782),
- Déscente de Croix, (1789),
- Oreste et Iphigénie en Tauride, (1787),
- Le Déluge, (ok. 1789-91),
- Socrate arrachant Alcibiade des bras de la Volupté, (1791),
- La Liberté ou la Mort, (1795),
- Les Trois Grâces, (1799),
- Desaix recevant la mort à la bataille de Marengo, (1801),
- Portrait de Napoléon au camp de Boulogne, (1804),
- La Marche triomphale de Napoléon Ier vers le temple de l'immortalité, (1804).
- Mariage du prince Jérôme et de la princesse de Wurtemberg, (1810),
- L'Amour et l'Hymen buvant dans la coupe de l'Amitié, (1820),
- Cupidon et Psyché, (1828).

### Galeria

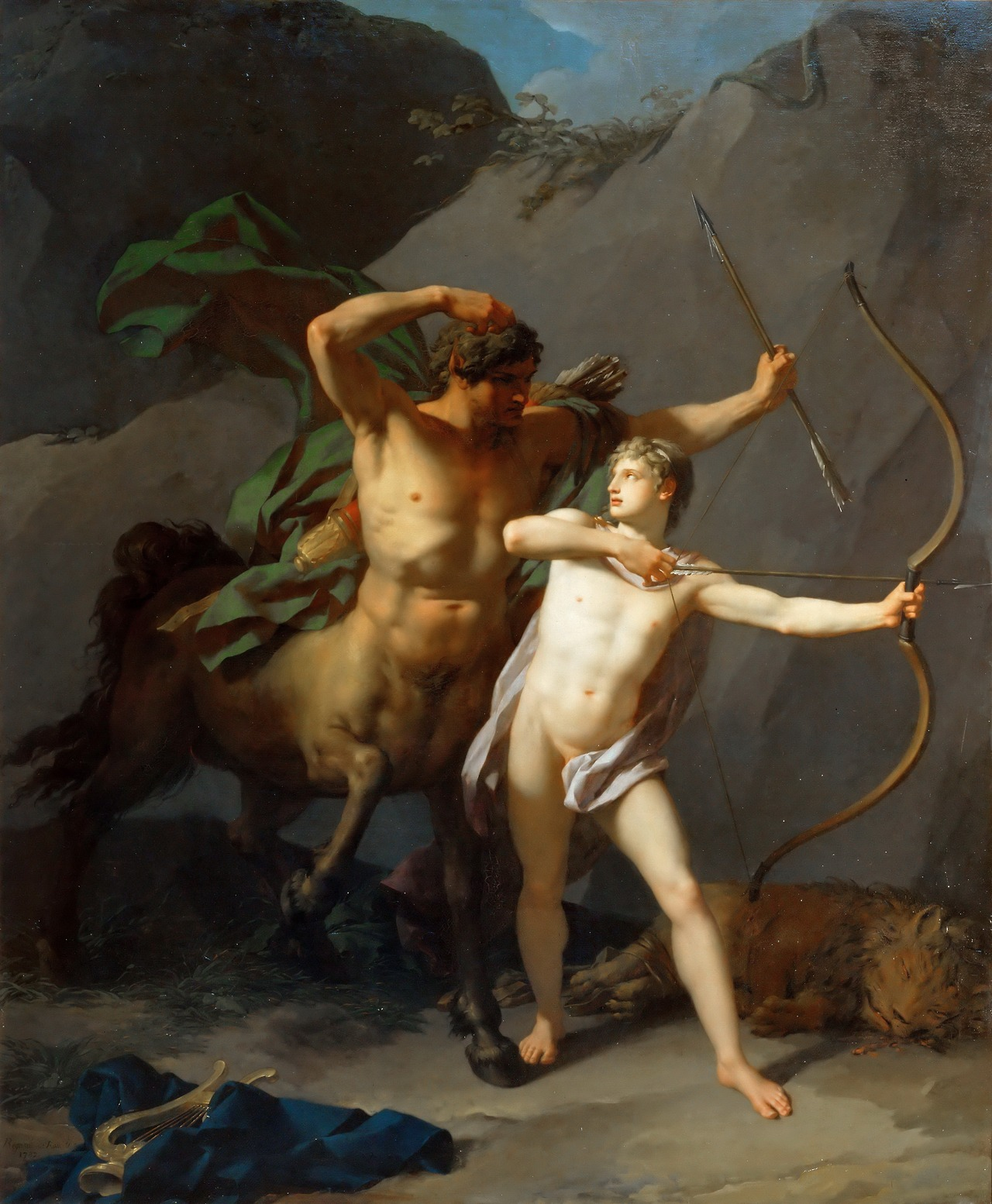
Edukacja Achillesa (1783)
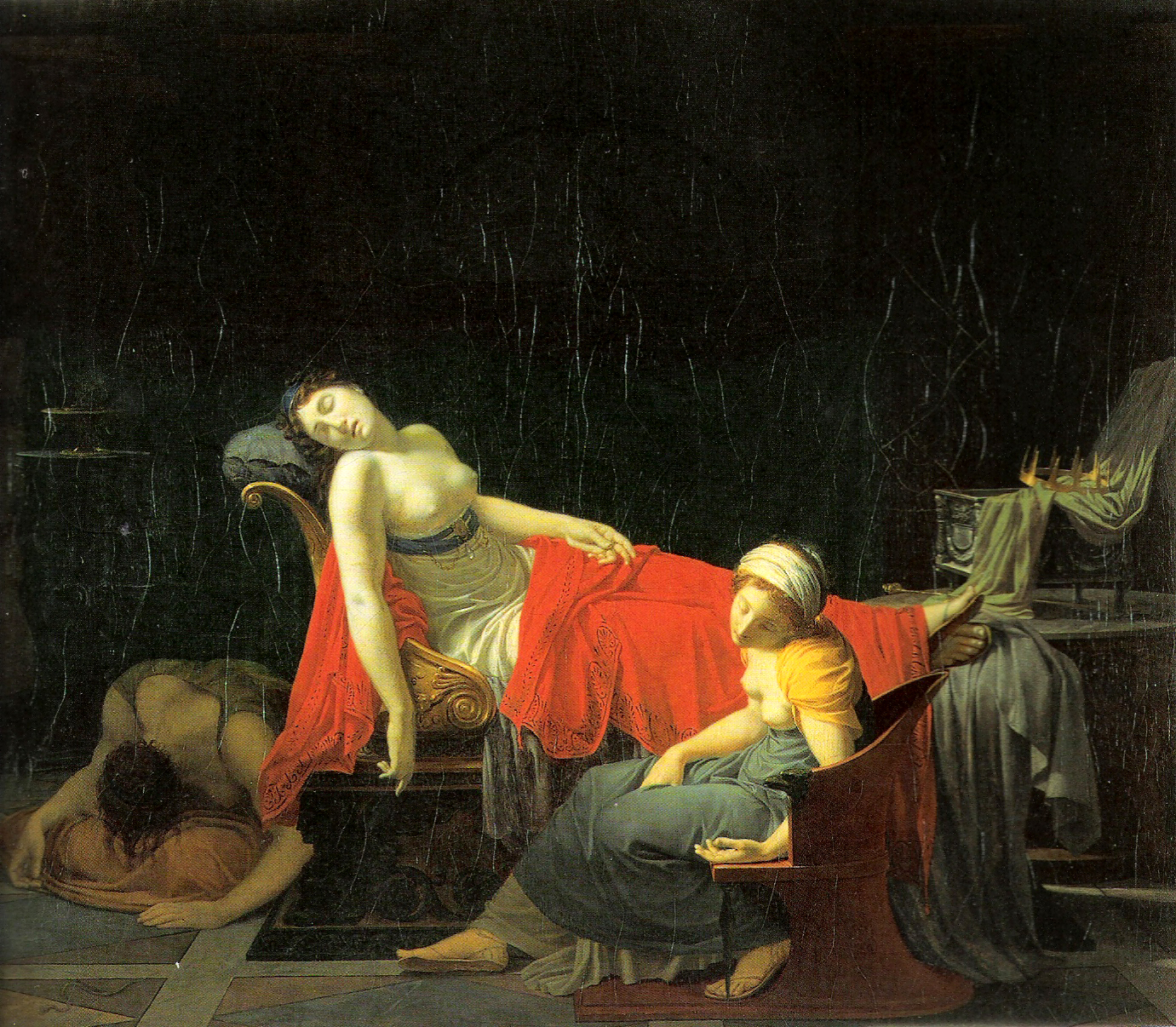
Śmierć Kleopatry (1799)
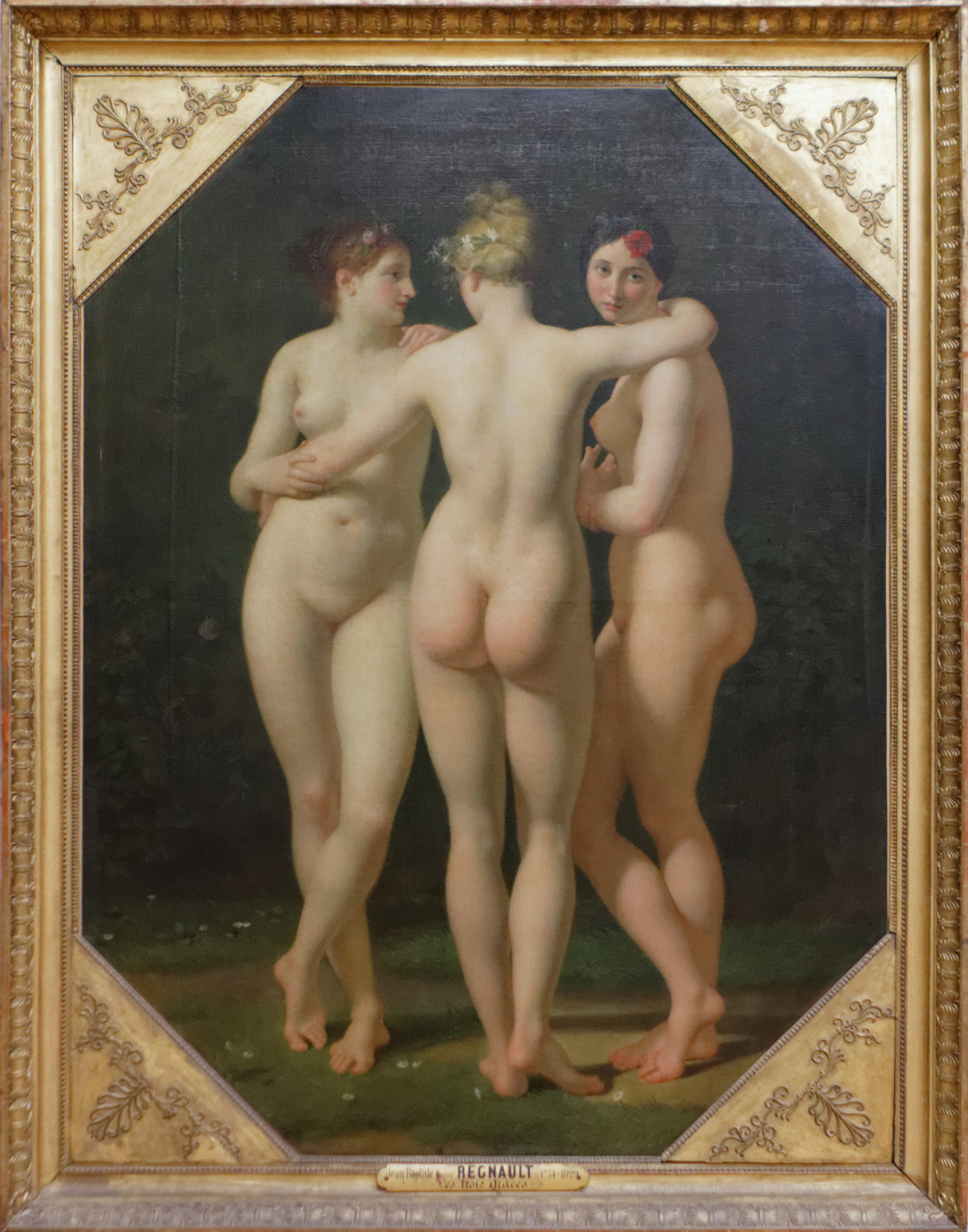
Trzy Gracje (1799)
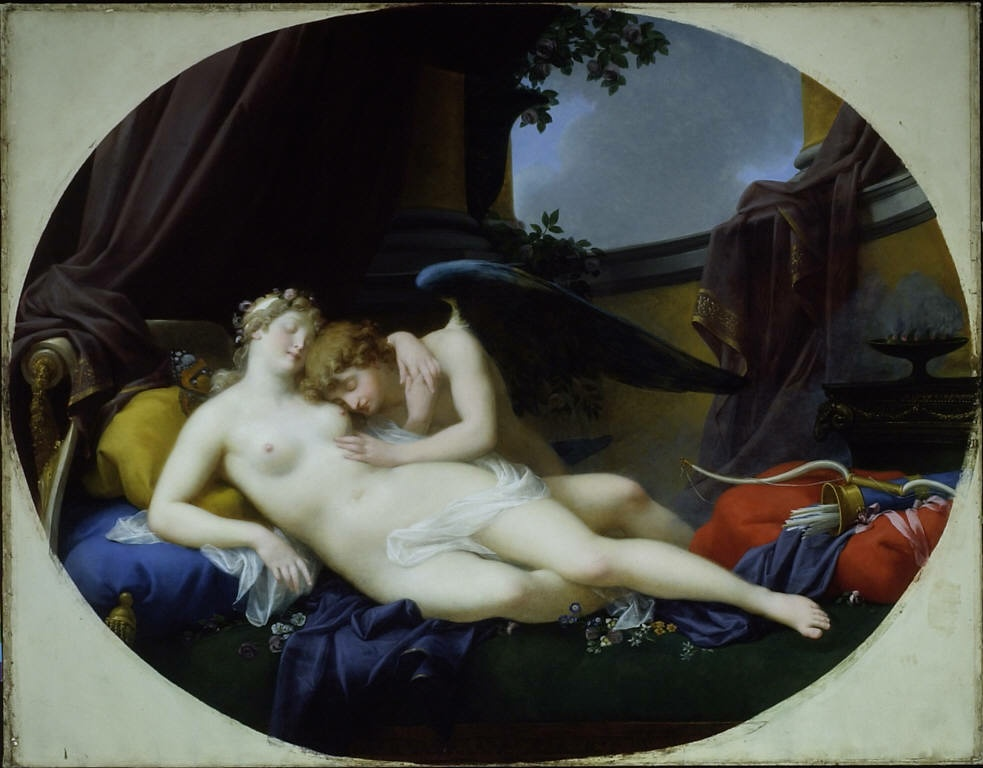
Kupidyn i Psyché (1828)